# کوکی هاراساوا
کوکی هاراساوا (انگلیسی: Kōki Harasawa; ۴ دسامبر ۱۹۷۱ – ) صداپیشه اهل ژاپن بود. وی از سال ۱۹۹۰ میلادی تاکنون مشغول فعالیت بوده‌است.